# Wallenia purdieana
Wallenia purdieana là một loài thực vật thuộc họ Myrsinaceae. Đây là loài đặc hữu của Jamaica.